# Kunisada Utagawa
Kunisada Utagawa (jap. 歌川国貞 Utagawa Kunisada; ur. 1786 w Edo, zm. 13 stycznia 1865 tamże) – japoński malarz tworzący w stylu ukiyo-e.

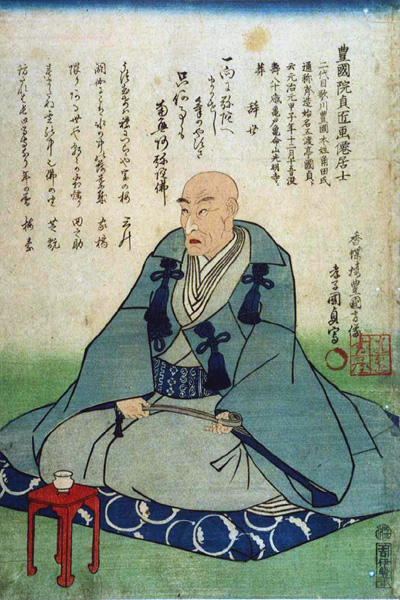
Portret Kunisady w wieku 79 lat

Uczeń Toyokuniego Utagawy. Tworzył najczęściej różnorodne portrety kobiece (bijinga), niekiedy o charakterze erotycznym (shunga), a także cechujące się ekspresyjnością ujęcia wizerunki aktorów teatru kabuki. Zajmował się także ilustratorstwem książkowym, jego najważniejszym dokonaniem na tym polu są ilustracje do satyrycznej powieści Tanehiko Ryūteia Nise murasaki inaka genji.

## Galeria

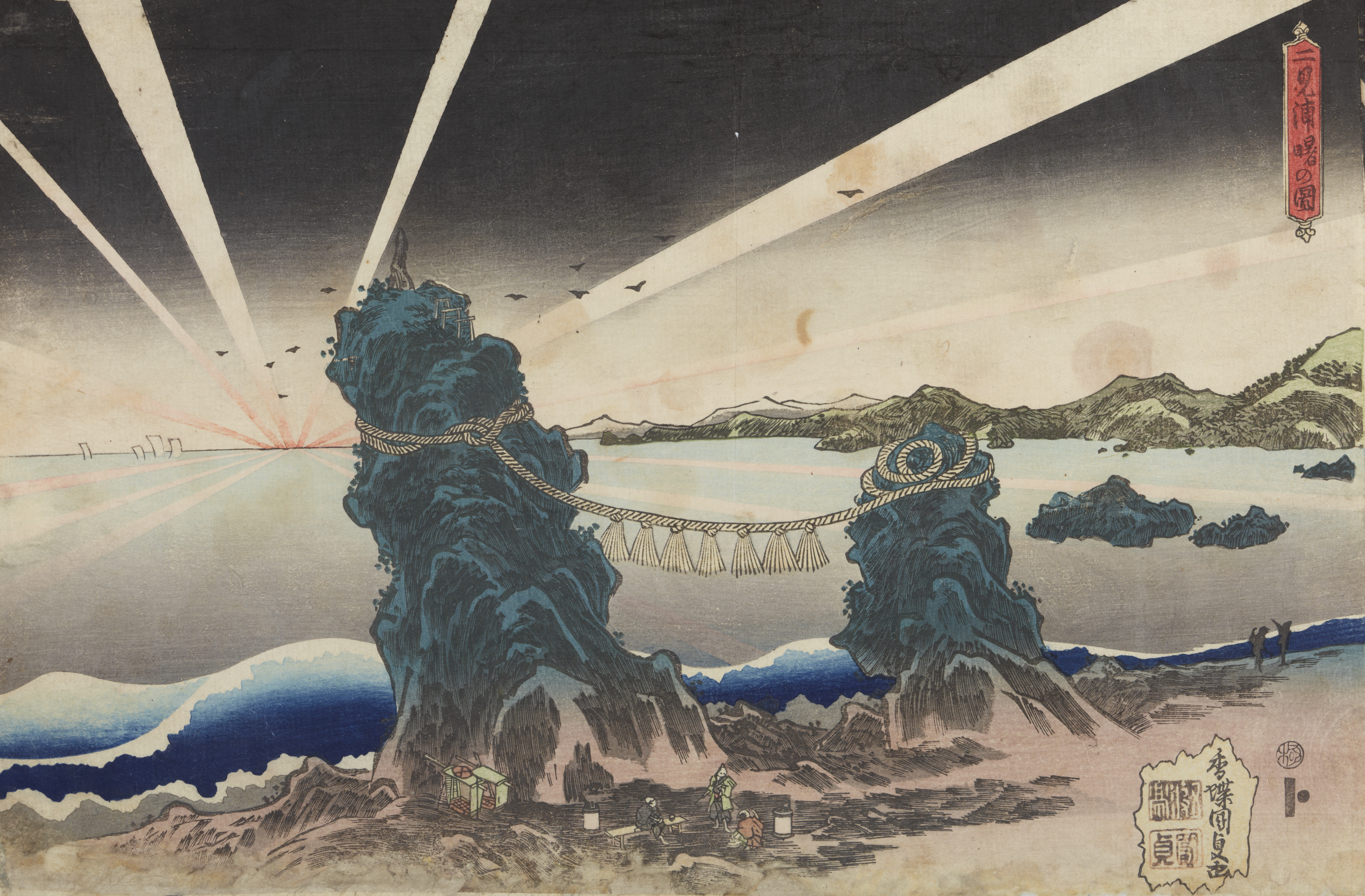
Wschód słońca w Ise, w pobliżu zatoki Futami, ok. 1840, Muzeum Narodowe w Krakowie (ekspozycja w Muzeum Sztuki i Techniki Japońskiej „Manggha”)